# Sogbo diviene padrone dell'universo
Sogbo diviene padrone dell'universo è un mito Fon (Benin) che vuole spiegare come ebbe origine il mondo, quali funzioni siano assegnate agli astri e quale sia il ruolo degli agenti atmosferici. Quindi si tratta di una storia sacra trasmessa per via orale utile anche per rinsaldare e unificare la comunità. Il mito ha la funzione primaria di descrivere come andarono i fatti all'origine della vita, quando da un caos primordiale si diffuse la vita degli esseri viventi.

## Trama
Sagbata e Sogbo sono i due fratelli che governano il mondo. Quando la madre creatrice gli chiese di recarsi sulla terra, Sogbo si rifiutò perché non voleva lasciarla, mentre Sagbata una volta sceso era impossibilitato a tornare su. Sagbata venne proclamato re però durante il suo regno divampò una terribile siccità causata da Sogbo.

Un giorno scesero dal cielo due uomini predicatori che usavano la lingua parlata in cielo e quindi dicevano la verità. Sagbata li volle conoscere per chiedere loro la motivazione della siccità. I due predicatori tramite una divinazione spiegarono le vere cause della calamità e aggiunsero che per risolvere la situazione Sagbata avrebbe dovuto cedere una parte delle sue ricchezze e affidarle ad un amico di Sogbo, l'uccello Wututu. Così fu e di fatto Sogbo divenne il padrone dell'universo e la pioggia ricominciò a cadere sulla terra.